# Neurosciences cognitives du développement
 (juillet 2018).
Les neurosciences cognitives du développement forment un champ scientifique interdisciplinaire consacré à la compréhension des processus psychologiques et leurs bases neurologiques au sein de l'organisme en développement. Il examine comment l'esprit change alors que les enfants grandissent, les interrelations entre cela et comment le cerveau change également, et les influences environnementales et biologiques sur le développement de l'esprit et du cerveau.

## Description
Les neurosciences cognitives du développement sont aux limites des neurosciences du comportement, des systèmes, et de la neuroscience cognitive, de la psychologie du développement, cognitive et du bio-comportement, de la psychologie physiologique, des sciences du développement qui comprennent la sociologie, l'anthropologie, la biologie, en plus de la psychologie et des neurosciences, des sciences cognitives (qui comprend l'informatique, philosophie, systèmes dynamiques, et linguistique, en plus de la psychologie), et inclut même le développement socio-émotionnel et les aspects du développement des neurosciences sociales et des neurosciences affectives.
L'interface scientifique entre les neurosciences cognitives et le développement humain a suscité un intérêt considérable au cours des dernières années, grâce aux progrès technologiques permettant de cartographier en détail les changements dans la structure du cerveau durant le développement. Les neuroscience cognitives du développement chevauchent quelque peu des domaines tels que la psychologie du développement, le développement neuropsychologique, la psychopathologie développementale et les neurosciences du développement, mais est distincte de chacun d'eux. 
Les neurosciences cognitives du développement portent sur les bases cérébrales des phénomènes étudiés par les psychologues du développement. La neuropsychologie du développement et la psychopathologie développementale sont toutes deux principalement consacrées à l'étude de patients, alors que les neurosciences cognitives du développement sont concernées par l'étude du développement à la fois typique et atypique. Les neurosciences du développement sont entièrement consacrées à l'étude des processus de développement dans le cerveau, et surtout pendant la période prénatale. Les neurosciences cognitives du développement, d'autre part, portent sur les interrelations entre le développement psychologique et biologique. Les neuroscientifiques cognitifs du développement étudient le développement du cerveau et le développement cognitif, social et émotionnel de la période prénatale jusqu'à l'âge adulte.
Plus récemment[évasif], les neurosciences cognitives du développement se sont intéressées au rôle des gènes dans le développement et la cognition. Ainsi, les neurosciences cognitives du développement peuvent faire la lumière sur des débats tels que l'inné et l'acquis ainsi que sur les théories du constructivisme (école psychologique) et du neuroconstructivisme. La recherche en neuroscience cognitive développementale fournit des données qui vont alternativement allier, clarifier, défier, et provoquer des révisions dans les théories développementales, cognitives et neuroscientifiques.

## Origines de la discipline
L'origine de la discipline des neurosciences cognitives du développement peut être retracée à la conférence tenue à Philadelphie en 1989 co-financée par NICHD & NIMH, organisée par Adele Diamond (en), qui a commencé le processus amenant les psychologues du développement, chercheurs en sciences cognitives et neurosciences à parler les uns avec un les autres. Pour combler les lacunes de communication, les chercheurs de différents domaines qui utilisaient les mêmes paradigmes expérimentaux pour étudier les mêmes comportements ou enquêtaient sur des questions scientifiques liées par des moyens complémentaires ont été invités - bien qu'ils ignoraient le travail des autres.  Ils utilisaient des mots différents pour parler de leur travail et ont eu différentes façons de le penser, mais le concret, les comportements observables, et les conditions expérimentales précises dans lesquelles ces comportements ont eu lieu, ont servi à rendre la traduction possible. Les participants faisaient partie du Who's Who des leaders dans la science du développement, neurosciences comportementales, et les sciences cognitives. Plusieurs nouvelles collaborations interdisciplinaires ont résulté de ce rapprochement, et c'est un témoignage de la valeur de ce qui est ressorti de la réunion que Oxford University Press ont essayé d'acquérir les droits de rééditer le livre des délibérations de la réunion 10 ans plus tard, Le Développement et les bases neurales des fonctions cognitives supérieures.(L'impression originale s'est vendue plus rapidement que tout autre numéro des  Annales de New York Academy of Sciences avant ou depuis)
Psychologues et neuroscientifiques du développement sont habitués à connaître peu le travail des autres. Il y avait tellement peu de communication entre les champs qui depuis 50 ans dans les deux domaines scientifiques utilisaient essentiellement le même test de comportement, mais ils ne le savaient pas (Les psychologues du développement ont appelé cette mesure la tâche A-non-B, mais les neuroscientifiques ont appelé cette tâche la tâche de réponse différée). 
Au début des années 1980, Adele Diamond (en) a non seulement montré que ces deux tâches ont montré une progression développementale identique et reposent sur la même région du cortex préfrontal, mais à travers une série systématique des études chez les nourrissons humains, et infantiles et adultes singes avec et sans lésions à différentes régions du cerveau. Ce travail était absolument essentiel dans le lancement du domaine des neurosciences cognitives du développement, car il a établi le lien étroit entre le développement cognitif précoce et les fonctions d'une région spécifique du cerveau. Cela a encouragé d'autres sur le fait que les travaux expérimentaux rigoureux explorant les relations entre le cerveau et le comportement étaient possibles chez les nourrissons. Il a également modifié fondamentalement la compréhension scientifique du cortex préfrontal tôt dans le développement ; clairement il n'est pas silencieux comme il était communément admis alors.
Le texte « Developmental Cognitive Neuroscience » fut essentiel dans l'invention du nom du champ disciplinaire.[réf. souhaitée]

## Outils et techniques utilisées
Les techniques de neuro-imagerie ont été absolument essentielles pour être en mesure de comprendre le fonctionnement du cerveau chez les enfants, d'abord l'EEG & Potentiels évoqués, puis l'IRMf et plus récemment la Spectroscopie proche infrarouge, la MEG & la TMS qui étudient les fonctions et la Spectroscopie RMN, l'IRM de diffusion et l'Imagerie par Résonance Magnétique qui étudient les structures, la connectivité et le métabolisme. Avant les techniques d'imagerie cérébrale fonctionnelle, les scientifiques étaient contraints à essayer de comprendre la fonction par le dysfonctionnement (c'est-à-dire, essayer de comprendre comment le cerveau fonctionne à partir de l'observation de quels déficits apparaissent quand le cerveau est endommagé ou handicapé). Il est difficile de minimiser combien les avancées technologiques ont été importantes pour le champ émergent des neurosciences cognitives du développement.